# Đorđe Đukić
Đorđe Đukić (en serbe cyrillique : Ђорђе Ђукић ; né le 20 février 1943 à Novi Sad et mort le 9 février 2019 à Novi Sad) est un physicien et un mécanicien serbe. Il a été membre de l'Académie serbe des sciences et des arts et membre de la Section de Novi Sad de l'Académie serbe des sciences et des arts.
Son domaine de recherches  était la mécanique (ingénierie, analytique, mécanique des milieux continus).

## Biographie
Né à Novi Sad, Đorđe Đukić suit des cours au département de génie thermique de la Faculté de mécanique de l'université de sa ville natale. En 1965-1966, il suit les cours du département d'aéronautique et de balistique de la Faculté de génie mécanique de l'université de Belgrade puis, en 1966-1967, ceux de la Faculté des sciences de la capitale, avec une spécialisation en mécanique ; en 1969, il y obtient un master, puis, en 1971, un doctorat.
Dès 1967, il devient assistant en mécanique à la Faculté de technologie de Novi Sad puis, en 1972, il est élu professeur assistant dans la même faculté. En 1977, il y devient professeur associé puis, en 1983, professeur de plein droit à la Faculté de sciences techniques de la ville.
En 1994, Đorđe Đukić est élu membre correspondant de l'Académie serbe des sciences et des arts et, en 2003, il devient membre de plein droit de cette académie.
Đorđe Đukić est mort à Novi Sad le 9 février 2019,,.